# Chrysso lativentris
Chrysso lativentris là một loài nhện trong họ Theridiidae.
Loài này thuộc chi Chrysso. Chrysso lativentris được Hajime Yoshida miêu tả năm 1993.